# Keevan Veinot
Keevan Veinot (Port Williams, 6 november 1998) is een Canadees basketballer.

## Carrière
Veinot speelde collegebasketbal op de Dalhousie University. In 2021 werd hij voor een eerste keer gekozen in de CEBL–U Sports draft als vijfde in de eerste ronde door de Hamilton Honey Badgers en speelde enkele wedstrijden voor de Badgers maar keerde nadien terug naar de universiteit. Een jaar later werd hij voor een tweede keer gekozen ditmaal als achtste in de eerste ronde en speelde opnieuw voor hen in de Canadian Elite Basketball League. Voor de start van het seizoen 2022/23 tekende hij bij het Nederlandse Aris Leeuwarden waar hij een seizoen speelde. In de zomer van 2023 tekende hij bij de Belgische eersteklasser Antwerp Giants.
In de zomer van 2024 speelde hij opnieuw in de CEBL ditmaal voor de Ottawa BlackJacks. Voor het seizoen 2024/25 tekende hij bij het Nederlandse Donar.